# (612901) 2004 XP14
(612901) 2004 XP14 – mała planetoida z grupy Apollo, przelatująca blisko Ziemi. Zaliczana do planetoid bliskich Ziemi oraz potencjalnie niebezpiecznych asteroid.

## Odkrycie
Obiekt (612901) 2004 XP14 został odkryty 10 grudnia 2004 roku przez obserwatorium programu LINEAR. Planetoida nie ma jeszcze nazwy własnej, ale ma już nadany oficjalny numer.

## Orbita
Orbita planetoidy (612901) 2004 XP14 jest nachylona pod kątem blisko 33˚ do ekliptyki, a jej mimośród wynosi 0,158. Ciało to krąży w średniej odległości 1,052 j.a. wokół Słońca. Peryhelium orbity znajduje się 0,885 j.a, a aphelium 1,22 j.a od Słońca. Na jeden obieg Słońca asteroida ta potrzebuje 1,08 roku ziemskiego.

## Właściwości fizyczne
Jest to małe ciało, którego wielkość szacuje się na 0,2–0,9 km, ma najprawdopodobniej nieregularny kształt. Absolutna wielkość gwiazdowa (612901) 2004 XP14 wynosi 19,4m.
Planetoida ta przeleciała 3 lipca 2006 roku w odległości 432 440 km od Ziemi, tylko 1,1 razy dalej niż orbita Księżyca.